# Slavenka Drakulićová
Slavenka Drakulićová (* 4. června 1949 Rijeka) je chorvatská spisovatelka a novinářka. Píše romány i eseje, často na téma feminismu a postkomunismu.
Vystudovala komparativní literaturu a sociologii na Záhřebské univerzitě (1976). V letech 1982–1992 byla novinářkou ve čtrnáctideníku Start a týdeníku Danas. Často psala na téma feminismu, soubor prací na toto téma tvořil i její první vydanou knihu v roce 1984 (Smrtni grijesi feminizma: ogledi o mudologii). V roce 1992 na ni zaútočili nacionalisté, když byla spolu s dalšími pěti kolegyněmi v článku v časopise Globus označena za „čarodějnici, která znásilňuje Chorvatsko“ (článek byl nepodepsán, dnes se již ví, že autorem byl publicista a budoucí politik strany Hrvatska stranka prava Slaven Letica). Předmětem sporu bylo pojetí znásilnění během excesů počínající jugoslávské války. Zatímco nacionalisté vnímali znásilnění jakožto akt protinárodní, chorvatské feministky jako akt protiženský, čímž podle Letici zrazovali národ. Po zveřejnění článku čelila Drakulićová vandalským útokům, navíc ji zklamalo malé zastání u řady přátel. Raději tedy opustila Chorvatsko a usadila se ve Švédsku. Nějaký čas žila také ve Vídni, v současnosti žije střídavě v Záhřebu a ve Stockholmu. Válka v Jugoslávii je námětem i mnoha jejích knih (například román Ani mouše by neublížili). Ceněny byly i esejistické knihy o postkomunistickém životním pocitu Jak jsme přežili komunismus a Café Evropa: život po komunismu. Roku 2008 napsala román o Fridě Kahlo.